# Markus Hasler
Markus Hasler (né le 3 octobre 1971 à Eschen) est un fondeur liechtensteinois.

## Carrière
Il fait ses débuts en Coupe du monde en février 1992 à Lillehammer, juste avant de participer aux Jeux olympiques d'Albertville.
Il monte sur son premier et seul podium international en décembre 2001 en terminant troisième du sprint de Coupe du monde disputé à Cogne.

## Palmarès

### Jeux olympiques d'hiver
Il compte 5 participations : 1992, 1994, 1998, 2002 et 2006.
Ses Meilleurs résultats sont 11e à la poursuite 30 km des Jeux de Turin en 2006 et 12e.

### Championnats du monde
- 8 participations de 1993 à 2007.
- Meilleur résultat : 4e à la poursuite lors des Championnats du monde 2003 à Val di Fiemme.

### Coupe du monde
- Meilleur classement général : 23e en 1996.
- 1 podium individuel.